# Novska
Novska – miasto w Chorwacji, w żupanii sisacko-moslawińskiej, siedziba miasta Novska. W 2011 roku liczyła 7028 mieszkańców.

## Geografia
Novska jest położona na obszarze Posawia, na wysokości 125 m n.p.m., 38 km na północny zachód od Novej Gradiški i 104 km od Zagrzebia.
Przez Novską przebiegają autostrada A3 z Zagrzebia do granicy z Serbią i kolej posawska, ze stacją kolejową Novska.
Miejscowa gospodarka oparta jest na przemyśle budowlanym, drzewnym, metalowym, tekstylnym i spożywczym. W okolicy miasta występują złoża ropy naftowej i gazu ziemnego.

## Historia
W średniowieczu Novska była własnością rodu Svetačkich. W 1532 roku wzniósł on fort Novigrad (Ujvár) w celu odpierania najazdów osmańskich. W 1540 roku miasto znalazło się w granicach Imperium Osmańskiego i pozostawało w nich do końca XVII wieku, kiedy to weszło w skład Monarchii Habsburgów i jej Pogranicza Wojskowego.
W XVIII wieku Novska stała się lokalnym ośrodkiem administracyjnym. W 1888 roku uzyskała dostęp do sieci kolejowej, stając się węzłem komunikacyjnym, i nastąpiła urbanizacja.
W trakcie wojny w Chorwacji w latach 90. XX wieku miasto silnie ucierpiało.